# EGG5
EGG5（エッグファイブ）は、第3回東鳩オールレーズンプリンセスコンテストで入賞した5人組のアイドルユニット。

## 概要
メンバーは豊田樹里、新島弥生、久保田麻美、渡辺ゆき子、井上亜也の5人組。フジテレビ系列『いつみ・加トちゃんのWA-ッと集まれ!!』にレギュラー出演し、話題を浴びメジャーデビューの予定もあったがお蔵入りになった。その後、新島弥生はソロで活動し、豊田は現在も松田樹利亜としてロックヴォーカリストとしてライブを中心に活動中。